# Casa Josep i Llogari Serra
La casa Josep i Llogari Serra és un edifici situat als carrers d'en Gignàs i de l'Hostal d'en Sol de Barcelona. Com que no està catalogat, li correspon la categoria D (bé d'interès documental), atorgada per defecte a tots els edificis del districte de Ciutat Vella.

## Història

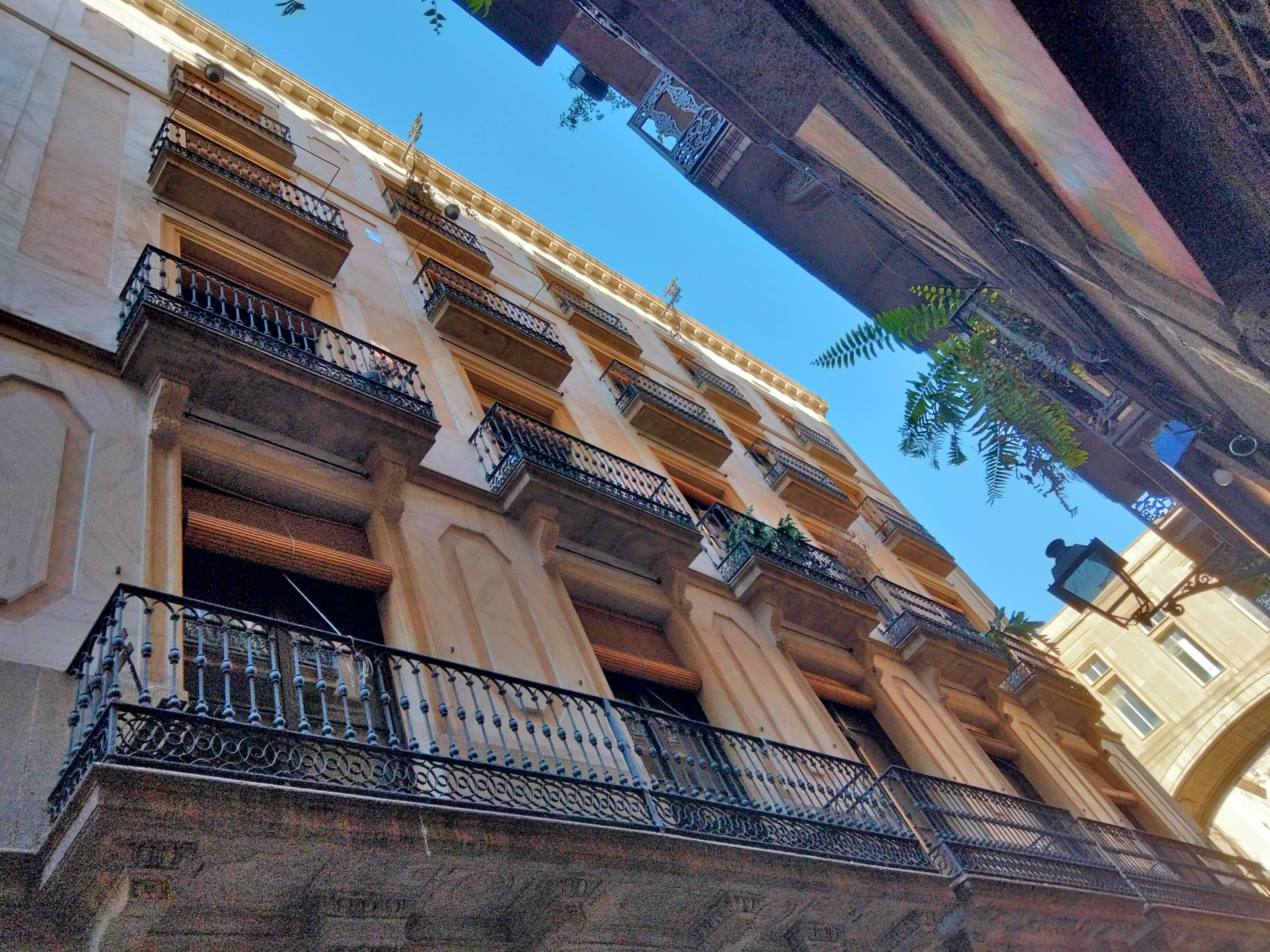
Balcons de la façana de carrer d'en Gignàs

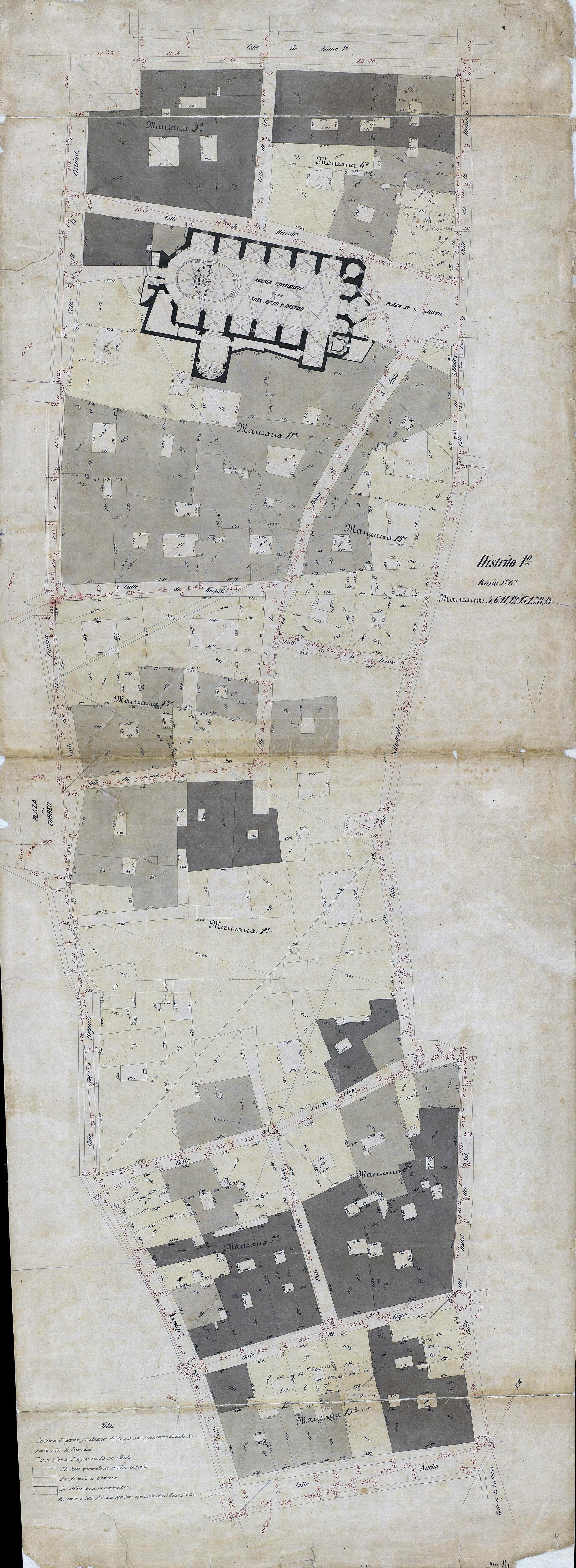
Quarteró núm. 11 de Garriga i Roca (c. 1860)

El 1740, el comerciant Antoni Saguí (o Seguí) va adquirir una finca en aquest indret, la qual fou heretada pel seu fill Josep Francesc Saguí i Minguella, també comerciant, que el 1798 va demanar permís per a variar obertures a la façana.
Casat amb Margarida Terradellas, Josep Francesc Saguí era ciutadà honrat des del 1774, i el 1804 va ser nomenat cavaller per Carles IV com a senyor de Castellnou del Gos. Va morir sense haver fer testament, i la finca fou heretada pels seus fills Ramon, Ramona i Josep Francesc Xavier, a parts iguals, ja que el vincle establert pel seu avi fou anul·lat a la causa judicial instada pel concurs de creditors. Aquests foren succeïts respectivament per la seva neta Elvira Saguí i Izco, el seu fill Josep Grases Saguí i la seva filla Margarida de Saguí i Luna, casada amb el navarrès Pedro de Torres Izquierdo, que després de diverses renúncies i cessions dels altres cohereus n'esdevingué l'única propietària.
El 1852, aquests la vengueren als germans Josep i Llogari Serra i Farreras, comerciants oriünds de Manresa, a canvi d'un violari o pensió vitalícia de 200 duros mensuals i una entrada de 2.000. L'any següent, els nous propietaris van presentar el projecte d'un nou edifici, obra de l'arquitecte Josep Ràfuls. Segons la carta de pagament de les obres, hi intervingueren el paleta Josep Servitges, el fuster Jaume Padró, el manyà Joaquim Jordà, el pintor Joan Freixas i el llauner Josep Camaló. El 1872, els germans Serra van repartir-se les propietats que tenien en comú i la casa fou adjudicada a Llogari.
L'edifici ha estat rehabilitat integralment i el 2016, durant el transcurs de les obres, s'hi efectuaren unes prospeccions arqueològiques.